# هالنسيا (جنس)
الهالنسيا (الاسم العلمي: Hallensia) جنس منقرض من الحيوانات العاشبة.